# Here Comes Science
Here Comes Science é o décimo quarto álbum de estúdio da banda They Might Be Giants, lançado a 22 de setembro de 2009.

## Faixas
Todas as músicas por They Might Be Giants, exceto onde anotado.
1. "Science Is Real" - 1:54
2. "Meet the Elements" - 3:19
3. "I Am a Paleontologist" (Danny Weinkauf) - 2:32
4. "The Bloodmobile" - 2:21
5. "Electric Car" (com Robin Goldwasser) - 3:22
6. "My Brother the Ape" - 3:06
7. "What Is a Shooting Star?" (Louis Singer, Hy Zaret) - 1:38
8. "How Many Planets?" - 1:56
9. "Why Does the Sun Shine?" (Singer, Zaret) - 2:36
10. "Why Does the Sun Really Shine?" - 1:51
11. "Roy G. Biv" -	2:07
12. "Put It to the Test" - 1:41
13. "Photosynthesis" - 1:59
14. "Cells" - 2:41
15. "Speed and Velocity" (Marty Beller) - 1:48
16. "Computer Assisted Design" - 0:54
17. "Solid Liquid Gas" - 1:28
18. "Here Comes Science" - 0:16
19. "The Ballad of Davy Crockett (in Outer Space)" (They Might Be Giants, Tom W. Blackburn, George Bruns) - 2:17

## Paradas
| Ano  | Parada        | Posição |
| ---- | ------------- | ------- |
| 2009 | Billboard 200 | 91      |
| 2009 | Top Kid Audio | 4       |